# پژوهشکده دانش‌آموزی شهید میرزاده
پژوهشکدهٔ دانش‌آموزی شهید میرزاده مربوط به دوره پهلوی اول است و در بابلسر، خیابان پاسداران، چهارراه فروغی واقع شده‌است. این اثر در تاریخ ۹ بهمن ۱۳۸۶ با شمارهٔ ثبت ۲۰۶۹۴ به‌عنوان یکی از آثار ملی ایران به ثبت رسیده‌است.